# Салвадор (мікрорегіон)
12°58′15″ пд. ш. 38°30′39″ зх. д. / 12.970833° пд. ш. 38.51083° зх. д.
Салвадор (порт. Microrregião de Salvador) — мікрорегіон в Бразилії, входить в штат Баїя. Складова частина мезорегіону Агломерація Салвадор. Населення становить 3 350 523 чосіб на 2005 рік. Займає площу 2837,113 км². Густота населення — 1181,0 чол./км².

## Склад мікрорегіону
У склад мікрорегіону включені наступні муніципалітети:
1. Камасарі
2. Кандеяс
3. Діас-д'Авіла
4. Ітапаріка
5. Лауру-ді-Фрейтас
6. Мадрі-ді-Деус
7. Салвадор
8. Сімойнс-Філью
9. Сан-Франсіску-ду-Конді
10. Вера-Крус